# Saša Radulović (labdarúgó)
Saša Radulović (Zenica, Jugoszlávia, 1978. július 31. –) ausztrál-bosnyák labdarúgó, a Brisbane Wolves középpályása.